# Niedererbach
Niedererbach ist eine Ortsgemeinde im Westerwaldkreis in Rheinland-Pfalz. Sie gehört der Verbandsgemeinde Montabaur an.

## Geographie

### Lage
Niedererbach liegt im Süden des Mittelgebirges Westerwald im Nordosten des Naturraums Eppenroder Hochfläche (Niederwesterwald), nahe der östlich in Hessen befindlichen naturräumlichen Haupteinheit Limburger Becken. Es befindet sich 10,5 km ostsüdöstlich von Montabaur, 5,5 km südwestlich von Hadamar und 7,5 km (jeweils Luftlinie) nordwestlich von Limburg an der Lahn. Hindurch fließen der Erbach sowie die kleineren Bachläufe des Willbach, welcher in den Fischbach mündet und dem Sandbach, die beide wiederum in den Erbach münden. Wenige Kilometer entfernt liegen im Südwesten der Naturpark Nassau und im Osten der Naturpark Taunus. Nordnordwestliche Nachbargemeinde ist Obererbach.

### Landschaft und Geologie
Die Landschaft von Niedererbach ist vom Erbach gegliedert, in dessen von Norden nach Südosten verlaufenden und von bewaldeten Bäumen gesäumten Tal sich das Dorf befindet und in den in der Ortschaft der Fisch- und Sandbach von rechts kommend münden. Die Taleinschnitte dieser Bäche gliedern das Gelände weiter. Der Untergrund besteht vornehmlich aus Basalt, Andesit, Schiefer und Grauwacke.

### Nachbargemeinden
Nachbargemeinden sind Obererbach, Dreikirchen, Nentershausen, Görgeshausen und das hessische Elz.

## Geschichte

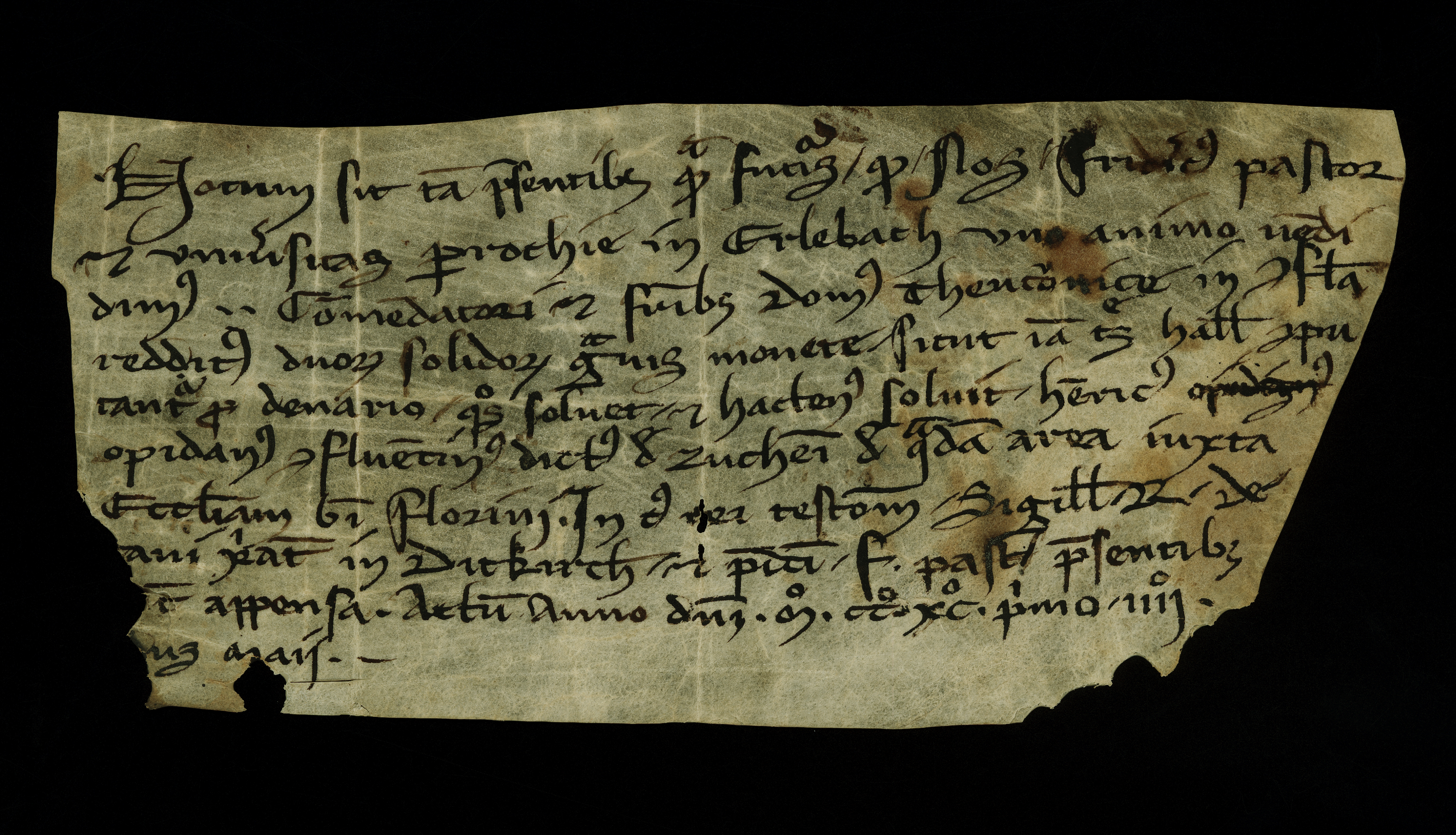
Urkundliche Ersterwähnung Niedererbachs 12. Mai 1291

Pfarrkirche Niedererbach 1725–1904

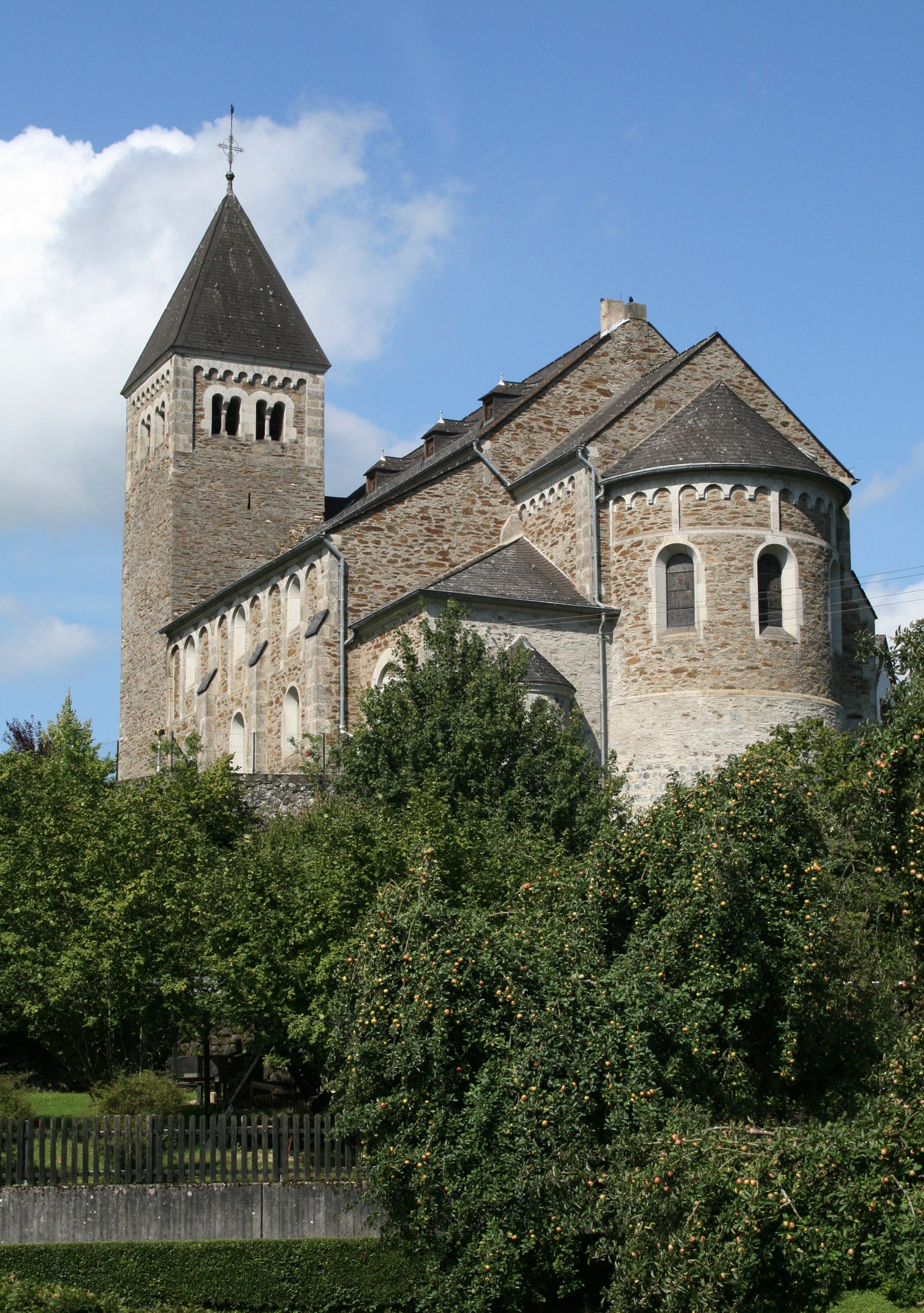
Pfarrkirche Niedererbach

Niedererbach wurde erstmals in einer Urkunde des Trierer Erzbischofs Theoderich II. von Wied erwähnt, die dem Kloster Seligenstatt bei Seck eine Schenkung des Siegfrid von Runkel bestätigt. Die genaue Datierung ist unklar, vermutet wird aber der Zeitraum von 1213 bis 1215. Die erste eindeutige Datierung ist für eine Urkunde vom 12. Mai 1291 möglich. In ihr werden ein Pastor namens Friedrich und die Pfarrgemeinde Erlebach erwähnt, die ein Rechtsgeschäft mit dem Komtur und den Brüdern des Deutschordens in Koblenz beurkunden. Das Original der Urkunde befindet sich im Zentralarchiv des Deutschordens in Wien. Die Gemeinde Niedererbach ist seit 2006 im Besitz einer Kopie der Urkunde.
Für das Spätmittelalter sind in Niedererbach Rechte der Herren von Limburg nachgewiesen, die mit dem Aussterben des Geschlechts an die Grafschaft Diez übergingen, die bereits zuvor die Landesherrschaft innehatte. Mit der Auflösung der Grafschaft Diez fiel Niedererbach 1564 an Kurtrier. Die niedere Gerichtsbarkeit lag beim Gericht des benachbarten Kirchspielgerichts in Nentershausen, die höhere Gerichtsbarkeit zunächst am alten Gerichts- und Archidakonatsstandort Dietkirchen, von 1564 an beim kurtrierischen Gericht in Diez.
Für 1594 ist eine Plünderung durch Söldnertruppen aus dem Achtzigjährigen Krieg verbürgt, bei der sieben Gebäude niedergebrannt und ein Bewohner umgebracht wurde. Bis Ende des 18. Jahrhunderts gehörte der Ort zum kurtrierischen Amt Montabaur. Am 19. September 1795 überfielen französische Truppen im Rahmen des Ersten Koalitionskriegs den Ort. Sie erschossen den Heimberger (Ortsvorsteher) und fünf weitere Einwohner und plünderten Niedererbach drei Tage lang. Bis 1797 folgten mehrere Plünderungen durch Truppen unterschiedlicher Herkunft. Durch den Reichsdeputationshauptschluss 1803 wurde Niedererbach, so wie der gesamte rechtsrheinische Rest des Kurfürstentums Trier, dem Fürsten von Nassau-Weilburg zugesprochen und gehörte von 1806 an nach Errichtung des napoleonischen Rheinbunds zum Herzogtum Nassau. Unter der nassauischen Verwaltung gehörte der Ort zunächst zum Amt Meudt und bis 1867 zum Amt Wallmerod. Nach dem sogenannten Deutschen Krieg kam die Region 1866 zum Königreich Preußen und 1868 zur neuen Provinz Hessen-Nassau, Niedererbach war nun eine Gemeinde im Unterwesterwaldkreis.
Da sich die Niedererbacher früher auf das Anfertigen von Pfeifchen aus Weidenzweigen verstanden, werden sie heute noch als „Erwocher Peifscher“ bezeichnet.
1566 wird erstmals von Schieferabbau in der Niedererbacher Gemarkung berichtet. Das Dachschieferfeld „Theodorusfund“ erstreckt sich über die Gemarkungen Görgeshausen, Nentershausen und Niedererbach. 1886 ging das Feld an die „Niedererbacher Schiefergewerkschaft“ über. Es war Erwerbsgrundlage für zahlreiche Einwohner. 1786 werden zwei Mühlen in der Gemarkung erwähnt, von denen eine 1729 erbaut worden sei.
1913 erhielt der Ort Wasserleitungen und den ersten Telefonanschluss, zehn Jahre später Elektrizität. Am Abend des 26. März 1945 erreichten amerikanische Truppen den Ort. 1972 wurde Niedererbach Teil der Verbandsgemeinde Montabaur. Seit Dezember 2010 besitzt die Gemeinde Niedererbach ein eigenes Rathaus. Das seit Anfang der 1980er Jahre unter Denkmalschutz stehende Fachwerkhaus, ein sogenanntes Tagelöhnerhaus, stammt aus dem Anfang des 19. Jahrhunderts und war zuletzt völlig heruntergekommen. 2006 erwarb die Gemeinde es von einer Erbengemeinschaft. Es wurde von 2008 bis 2010 innen und außen vom 2006 gegründeten Förderverein „Unser Dorf hat Zukunft“ in Zusammenarbeit mit der Ortsgemeinde Niedererbach restauriert. Am Zuschnitt der Zimmer wurde nichts verändert, so dass noch heute im Inneren die Struktur des rund 200 Jahre alten Hauses erhalten ist. Nach Vorgabe des Denkmalschutzes wurde es außen vollständig verschiefert. Damit wird auch indirekt an den ehemaligen Schieferabbau in Niedererbach erinnert.
Die Gemeinde Niedererbach nahm im Mai 2011 am bundesweiten Wettbewerb „Unser Dorf hat Zukunft“ teil und erreichte auf Kreisebene in der Hauptklasse den zweiten Platz. Damit hatte sie sich für den Gebietsentscheid qualifiziert, bei dem im Juni 2011 unter 20 teilnehmenden Gemeinden ein Mittelplatz belegt wurde.

### Bevölkerungsentwicklung
Die ältesten bekannten Angaben zur Niedererbacher Bevölkerung datieren auf 1684 und berichten von 15 Feuerstellen im Ort. 1787 waren 196 Einwohner verzeichnet, im Jahr 1833 waren es 299. 1870 lag die Einwohnerzahl bei 475, 1903 bei 450, 1913 bei 416, 1921 bei 419. Die letzte Erhebung vor dem Zweiten Weltkrieg stammt von 1936 und weist 537 Niedererbacher aus. 1956 waren es wieder 600. Bis 1980 stieg die Bevölkerungszahl auf 700, bis 1990 auf 840. 2001 waren es 993 Einwohner und im Jahr 2004 1005.

### Kirchengeschichte
Kirchlich dürfte Niedererbach zunächst Teil der benachbarten Pfarrei Nentershausen gewesen sein. Da bereits für 1291 ein eigener Pfarrer erwähnt wird, dürfte zu diesem Zeitpunkt aber bereits eine eigene Pfarrei bestanden haben. Zum Kirchspiel Nentershausen gehörte der Ort jedoch weiter. Mit Gewissheit ist eine eigene Pfarrkirche für 1320 nachzuweisen. Die Reformation wurde in Niedererbach nie eingeführt.
Im Jahr 2006 feierte die Gemeinde die 100. Kirmes. Dieses wichtigste Dorffest findet jedes Jahr am letzten Wochenende im August statt und erinnert an die Weihe der Pfarrkirche St. Katharina im Jahr 1906. Ein Teil des Kirchturms ist wesentlich älter und dürfte aus der Zeit um 1200 stammen.
Vor der jetzigen Kirche stand an der gleichen Stelle ein im Jahr 1738 errichtetes barockes Gotteshaus, etwa in der Größenordnung des heutigen Seitenschiffs. Spätestens 1892 war ein Kirchenbaufonds tätig, um eine neue Kirche zu errichten. Die alte Kirche wurde 1904 abgerissen, der Kirchturm blieb aber stehen. Nur das obere Drittel wurde abgebrochen und erneuert.
Aus einem „Architektenwettbewerb“ von 1903 ging Architekt Jakob Fachinger aus Limburg als Sieger für den Neubau hervor. Die Baupläne wurden am 1. Februar 1904 dem Bischöflichen Ordinariat in Limburg und dem Königlichen Landratsamt in Westerburg zur Prüfung und Genehmigung vorgelegt. Es erfolgte jeweils ein positiver Bescheid.
Am 27. Juli 1904 begann der Abbruch der alten Kirche durch Maurermeister Sellmann aus Limburg. Die Kosten betrugen 230 Mark. Zur gleichen Zeit erfolgte die Ausschreibung der Arbeiten für den Kirchenneubau im „Nassauer Boten“. Auf die Ausschreibung hin gingen 80 Angebote ein. Den Zuschlag erhielt Bauunternehmer Jakob Eufinger aus Elz für 25.387,77 Mark. Der Auftrag umfasste Erd- und Maurerarbeiten, Lieferung der Baumaterialien, Steinhauer-, Zimmerer-, Dachdecker-, Spengler-, Schlosser- und Schmiedearbeiten.
Im September 1904 wurde mit den Ausschachtungsarbeiten für die neue Pfarrkirche begonnen.
Am 14. Mai 1905 wurde der Grundstein gelegt und am 10. August 1905 Richtfest gefeiert. Der Rohbau war im Dezember 1905 fertiggestellt. Im Mai 1906 begann der innere Verputz, der Einbau der Fenster und der Inneneinrichtung. Am 19. August 1906 wurde der neue Kirchenbau von Bischof Dominikus Willi feierlich eingesegnet.

## Politik

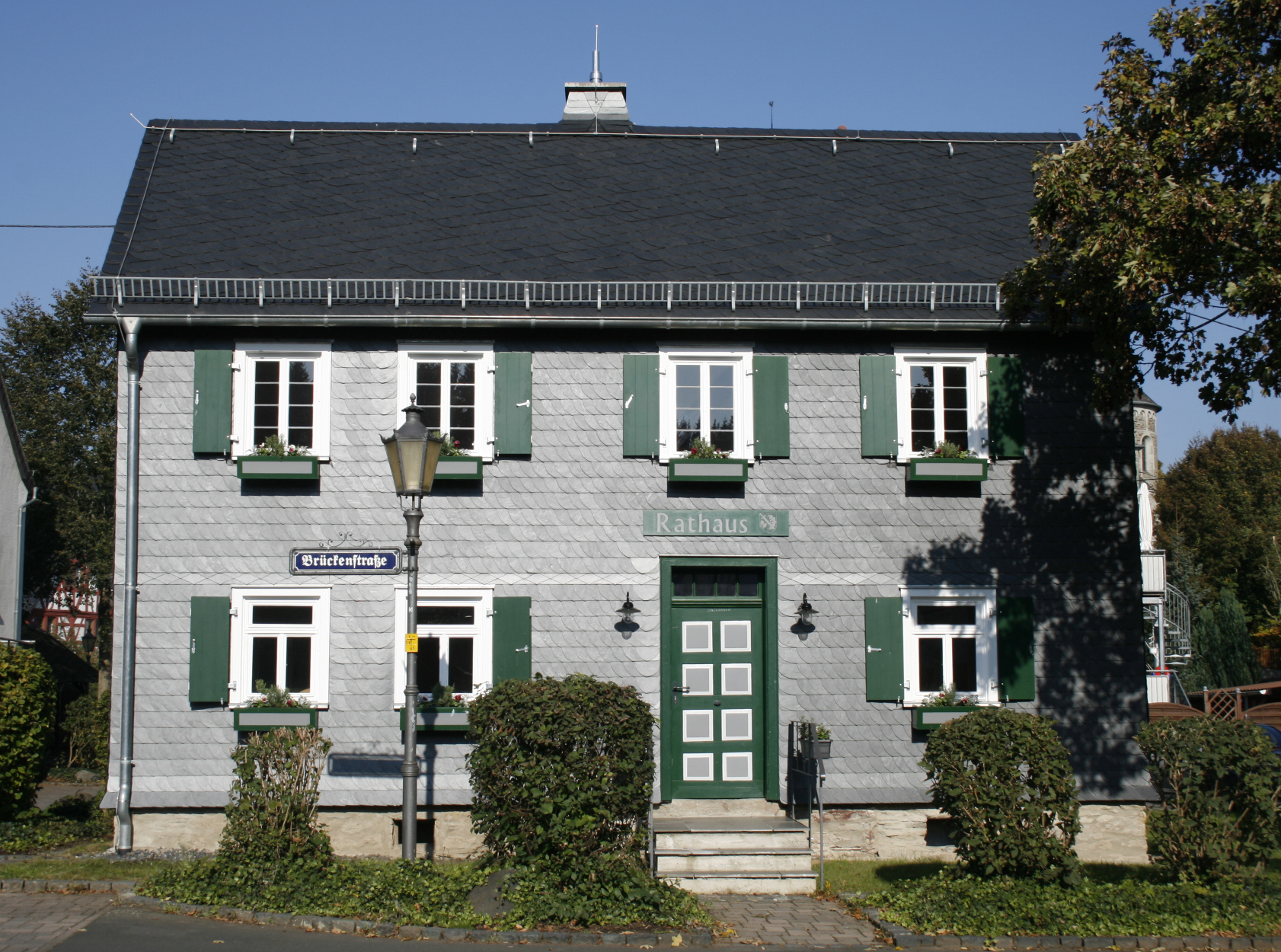
Rathaus in der Mittelstraße

### Gemeinderat
Der Gemeinderat in Niedererbach besteht aus 16 Ratsmitgliedern, die bei der Kommunalwahl am 9. Juni 2024 in einer Mehrheitswahl gewählt wurden, und dem ehrenamtlichen Ortsbürgermeister als Vorsitzendem.

### Bürgermeister
Andreas Neubert wurde am 12. April 2023 Ortsbürgermeister von Niedererbach. Bei der Direktwahl am 26. März 2023 war er mit einem Stimmenanteil von 90,2 % gewählt worden. Bei der Direktwahl am 9. Juni 2024 wurde er als einziger Bewerber mit 86,1 % für weitere fünf Jahre wiedergewählt.
Neuberts Vorgänger Gerhard Theis hatte das Amt seit dem 6. April 2011 ausgeübt. Er löste Berthold Ortseifen ab, der nach 17 Jahren vorzeitig sein Amt zur Verfügung gestellt hatte. Theis war am 27. März 2011 als einziger Kandidat bei der Bürgermeisterwahl angetreten und hatte 89,3 Prozent der abgegebenen Stimmen erhalten. Bei den Kommunalwahlen am 25. Mai 2014 wurde Theis mit 86,05 Prozent wiedergewählt, bei der Direktwahl am 26. Mai 2019 mit einem Stimmenanteil von 74,21 Prozent für weitere fünf Jahre in seinem Amt bestätigt. Anfang 2023 kündigte er jedoch an, sein Ehrenamt vorzeitig zum 31. März niederzulegen, wodurch eine Neuwahl erforderlich wurde.

### Wappen
| Wappen von Niedererbach | Blasonierung: „Im Wellenschnitt gespalten von Silber und Rot, hinten ein gebrochenes, linkshalbes, zwölfspeichiges, silbernes Richtrad, überdeckt mit der Unterhälfte eines schräggestürzten Schwertes in verwechselten Farben, rechts unten bewinkelt mit einem grünen Erlenzweig, vorne mit drei Früchten, hinten zwei Blättern.“ |
| Wappen von Niedererbach | Wappenbegründung: Schwert und Richtrad versinnbildlichen das Patrozinium der Pfarrkirche, der Hl. Katharina. Auf die Deutung des Ortsnamens Erbach aus Erlenbach verweist der Erlenzweig. Die Wellenspaltung macht auf die landschaftlich reizvolle Lage des Ortes im Erbachtal aufmerksam. Als Zeichen für die ehemalige Zugehörigkeit zu Kurtrier wurden dessen Wappenfarben Rot und Silber in das Wappen von Niedererbach aufgenommen. |

## Kultur, Vereine, Sehenswürdigkeiten

### Theaterfreunde Niedererbach 1976 e.V.
Der Verein wurde im September 1976 gegründet und ist aus der Chorgemeinschaft Cäcilia St. Katharina heraus entstanden. Mehr als 50 Inszenierungen für unterschiedliche Altersklassen wurden umgesetzt. Der Verein nutzt neben dem eigenen Gebäude gelegentlich den örtlichen „Alten Sportplatz“ als Freilichtbühne.

### Freiwillige Feuerwehr Niedererbach
Erstmals wurde eine Feuerwehr in Niedererbach im Jahr 1869 erwähnt. Sie gehörte damals zur preußischen Provinz Hessen-Nassau. 1872 entstand ein Feuerlöschverband der Ortschaften Nentershausen und Nomborn. Am 14. Oktober 1953 wurde eine Pflichtfeuerwehr berufen, da aufgrund der hauptberuflichen Beschäftigung der ehrenamtlichen Mitglieder eine Abdeckung im Einsatzfall nicht garantiert werden konnte. Die Pflichtfeuerwehr war der Vorläufer der heutigen Freiwilligen Feuerwehr. Mitglied waren alle männlichen Einwohner im Alter von 18 bis 60 Jahre. Am 30. Mai 1970 wurde die Gründung einer Freiwilligen Feuerwehr beschlossen, um als organisierte Einheit mit entsprechender Ausrüstung den abwehrenden Brandschutz sicherzustellen. 19 Mitglieder schlossen sich der Freiwilligen Feuerwehr an. Gerätschaften wurden durch Spenden aus der Bevölkerung finanziert.
Im Jahr 1975 ging im Zuge der Gemeindereform die Trägerschaft auf die Verbandsgemeinde Montabaur über, damit war die Umbenennung in „Verbandsgemeinde Feuerwehr Montabaur – Löschgruppe Niedererbach“ verbunden. 1990 wurde die Feuerwehr zum eingetragenen Verein und trägt seit dem 18. September 1980 den Namen „Verein zur Förderung der Freiwilligen Feuerwehr Niedererbach e. V.“. Aktuell sind 21 Mitglieder im aktiven Feuerwehrdienst.

### Musik
Zwei Chöre sind in Niedererbach aktiv. 1993 wurde der „CHORamel e. V. Niedererbach“ unter dem Namen „Junger Chor Niedererbach“ als Laienchor gegründet. Ziel ist die Freude am Singen in der Gemeinschaft. Seit Mai 2000 ist Chor im Vereinsregister eingetragen. Der Name setzt sich aus den Begriffen Chor und Caramel zusammen.
Zur katholischen Gemeinde St. Katharina gehört die „Chorgemeinschaft Cäcilia-St. Katharina“.

### Sport
Der „Sportverein Niedererbach 1920 e. V.“ ist ein Fußballverein mit aktuell über 500 Mitgliedern und ist einer der größten Fußballvereine der Region. Neben den bestehenden Mannschaften im Herren- und Seniorenbereich mit einem Spielbetrieb in der Kreisliga findet eine aktive Jugendarbeit statt.
Dem Schießsport hat sich der „Schützenverein Niedererbach 1978 e. V.“ verschrieben. 1978 wurde der Verein mit 31 Mitgliedern gegründet, aktuell sind mehr als 120 Personen im Verein aktiv. Disziplinen sind das Luftgewehr, die Luftpistole und der Bogensport. Seit 2008 agiert die 1. Luftgewehr-Mannschaft in der Landesoberliga Süd. Die 1. Luftpistolenmannschaft hat die Saison 2022/2023 in der 2. Bundesliga West als ungeschlagener Meister absolviert und tritt in der Saison 2023/2024 in der 1. Bundesliga Nord an.
Der „Trimm-Treff Niedererbach“ wurde 1994 gegründet und hat ein umfangreiches Kursangebot, dass unter anderem Tanzkurse, Wirbelsäulengymnastik und Selbstverteidigung anbietet. Aktuell sind mehr als 280 Mitglieder im Kinder-, Jugend- und Erwachsenenbereich aktiv sind.

### Heimatpflege
Der Heimatpflege haben sich der „Verschönerungsverein Niedererbach e. V.“, der Förderverein „Unser Dorf hat Zukunft 2006 e. V.“ und der „Förderverein zur Traditions- und Brauchtumspflege Niedererbach 2010 e. V.“ verschrieben.

### Kindergarten
Die örtliche Kindertagesstätte Niedererbach wurde 1992 eröffnet und wird als zweigruppige Einrichtung geführt. Die Altersstruktur umfasst die unter drei- bis sechsjährigen Kinder. Die Finanzierung erfolgt über den im November 2011 gegründeten Förderverein.

### Bauwerke
Die Katholische Pfarrkirche St. Katharina ist eine neuromanische, zweischiffige Emporenbasilika aus Bruchstein, die im Jahre 1906 erbaut wurde. Der Westturm ist überwiegend romanischen Ursprungs. Der „im Kirchberg“ zur Bergstraße hin vorhandene Bildstock trägt die Jahreszahl 1785.
Die Eisenbahnbrücke westlich des Ortes steht seit 1992 unter Denkmalschutz. Der Antrag wurde wie folgt begründet: „Mit der 1884 dem Verkehr übergebenen Eisenbahnstrecke Staffel–Siershahn–Altenkirchen begann die späte Erschließung des Westerwaldes durch die Eisenbahn mit der Einweihung der ’Unterwesterwaldbahn’. Im Zuge der Streckenführung überquert die Eisenbahn bei Niedererbach das Sandbachtal mit einem hoch aufragenden, sechsbogigen Viadukt. Dieses ist aus heimischem Basalt und Trachyt sowie aus Backstein ausgeführt und weist als ornamentale Gestaltung leicht vorkragende, abgetreppte Fluchterker mit Wasserspeiern sowie ein auskragendes Abschlussgesims und ein originales Gusseisengeländer auf.“
Die Freilichtbühne „Alter Sportplatz“ wird von den Theaterfreunden Niedererbach in unregelmäßigen Abständen als Auftrittsort ihrer Inszenierungen genutzt.

### Naturdenkmäler
Zu den Naturdenkmälern in Niedererbach zählen der Schieferberg „Gaasekippel“ sowie die Friedhofslinde.
siehe auch: Liste der Naturdenkmale in Niedererbachs und Liste der Kulturdenkmäler in Niedererbach

### Regelmäßige Veranstaltungen
Im Jahresverlauf finden regelmäßige Veranstaltungen in Niedererbach statt. Am Sonntag vor Ostern bietet der Schützenverein das Ostereierschießen an. Am 1. Mai lädt der Verschönerungsverein zur Maiwanderung ein. Das letzte komplette Wochenende im August ist der Kirmes vorbehalten. Am ersten Samstag im Monat findet das Dorfpokalschießen des Schützenvereins statt.

## Wirtschaft und Infrastruktur

### Verkehr

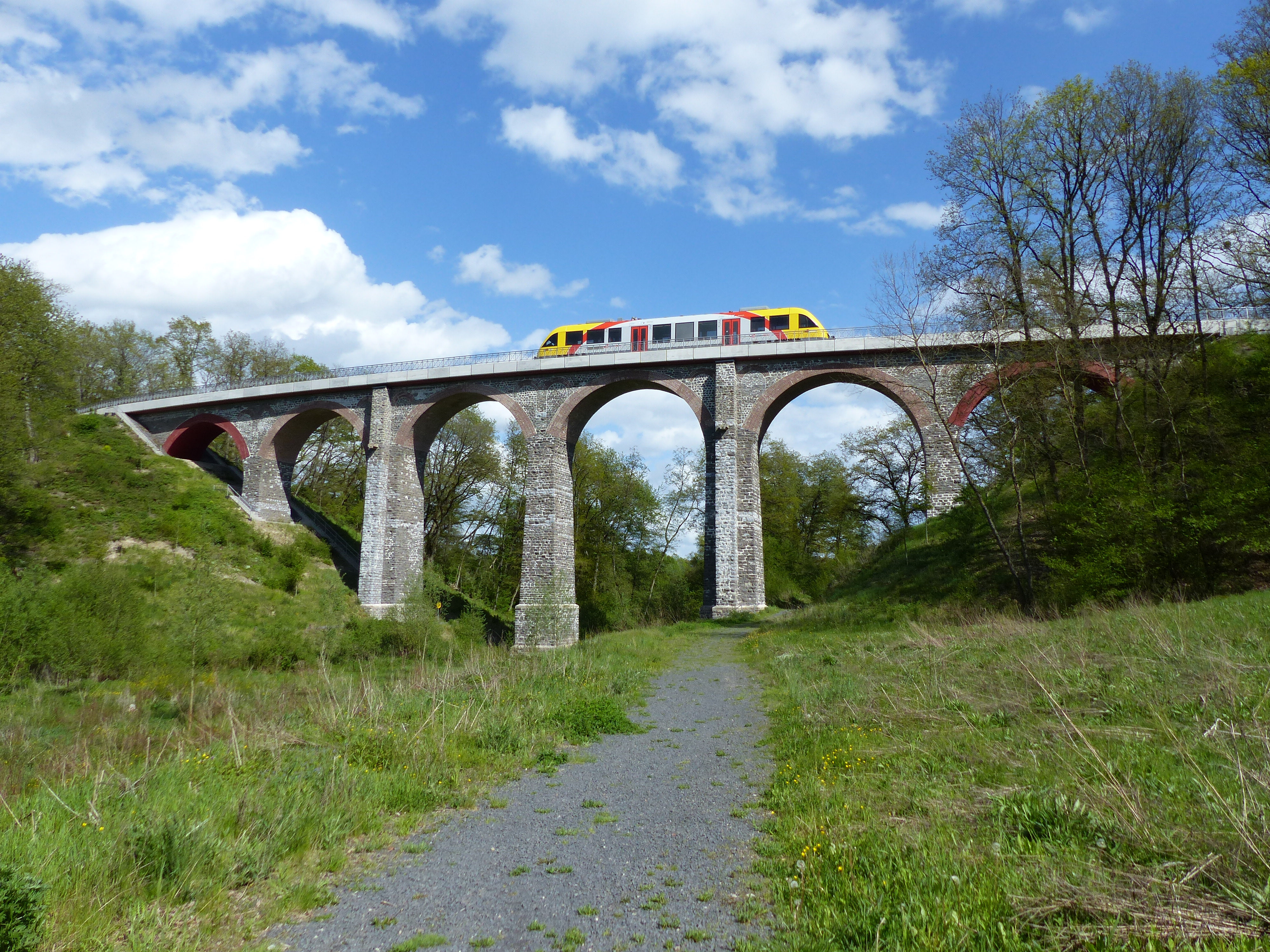
Das unter Denkmalschutz stehende Eisenbahn-Viadukt in Niedererbach, hier existiere ebenfalls ein Bahnhaltepunkt welcher vorrangig von Einwohnern des benachbarten Nentershausen genutzt wurde

Die nächste Autobahnanschlussstelle ist Diez nahe Nentershausen an der Bundesautobahn 3 (Köln–Frankfurt am Main), etwa drei Kilometer entfernt.
Die nächstgelegenen Bahnhöfe mit Fernverkehrshalt sind Montabaur und Limburg Süd (ICE) sowie Koblenz Hbf (IC, ICE, EN). Niedererbach besitzt einen Haltepunkt an der Unterwesterwaldbahn (Limburg – Diez Ost – Montabaur – Siershahn), diese wird von der Hessischen Landesbahn HLB, Bereich Dreiländerbahn unter der Liniennummer RB 29 nach dem Rheinland-Pfalz-Takt täglich im Stundentakt betrieben.
Der Abschnitt Staffel–Siershahn wurde nach zweijähriger Bauzeit am 30. Mai 1884 dem Betrieb übergeben. Die Nahverkehrsstrecke verbindet heute die Region mit Montabaur sowie dem Bahnhof Limburg (Lahn). Die Unterwesterwaldbahn wurde im Frühjahr 2007 auf den aktuellen Stand der Technik gebracht. Zum Fahrplanwechsel im Dezember 2014 startete der Verkehrsvertrag mit dem Zweckverband Schienenpersonennahverkehr Rheinland-Pfalz Nord (SPNV Nord), welcher bis zum Fahrplanwechsel im Dezember 2030 gültig ist.
Niedererbach wird durch die Buslinie 482 (Niederhadamar-Obererbach-Wallmerod-Montabaur und Zurück) des Betreibers WW Mobility, sowie durch die Buslinie 450 (Montabaur – Girod – Nentershausen – Diez / Limburg) des Betreibers Griesar Reisen, mit jedoch nur 3 Fahrten täglich je Richtung, bedient. Außerhalb der Fahrtzeiten der Linienbusse ist Niedererbach auch durch die Anruf-Sammeltaxi-Linie 8410 der Verbandsgemeinde Montabaur (Montabaur-Nentershausen-Niedererbach-Görgeshausen) an den ÖPNV angeschlossen.

### Wirtschaft
Mehrere Jahrhunderte lang wurde in der Niedererbacher Gemarkung Schiefer gewonnen. Die früheste Erwähnung des Schieferabbaus datiert auf 1566.

### Öffentliche Einrichtungen
Zu den öffentlichen Einrichtungen zählen das Rathaus, die Kindertagesstätte „Rappelkiste“, die Dorfgemeinschaftshalle „Haus Erlenbach“, der Jugendraum, der Grillplatz mit Grillhütte und der Sportplatz.

## Natur

### Seltene Tierarten
In den ehemaligen Schieferstollen haben Fledermäuse eine Heimat gefunden. In den vom Naturschutzbund (NABU), Ortsgruppe Hundsangen, betreuten Stollen konnten bisher folgende Fledermausarten nachgewiesen werden:
- Großes Mausohr
- Großer Abendsegler
- Wasserfledermaus
- Bechsteinfledermaus
- Große Bartfledermaus
- Kleine Bartfledermaus
- Braunes Langohr
- Zwergfledermaus
- Fransenfledermaus